# Claro de luna (Maupassant)
Claro de luna es un cuento del escritor francés Guy de Maupassant, fechado en 1882, en el cual se narra la revelación del amor a un cura, Marignan, con tintes de misógino en una noche espléndida; dicha revelación es causada por la visión de su sobrina y su enamorado quienes colgados de la mano, caminando bajo el claro de la luna, en medio de un paisaje espléndido, le muestran al cura las maravillas del mundo, haciéndole nacer la reflexión de que "¿no era que Dios permitía el amor al rodearlo de un esplendor así?
- Datos: Q2974973